# Hydaticus bivittatus
Hydaticus bivittatus är en skalbaggsart som beskrevs av François Louis Nompar de Caumont de Laporte 1835. Hydaticus bivittatus ingår i släktet Hydaticus och familjen dykare. Inga underarter finns listade i Catalogue of Life.